# Suburban Sprawl & Alcohol
| Recensione | Giudizio |
| ---------- | -------- |
| AllMusic   |          |

Suburban Sprawl & Alcohol è il secondo album in studio della cantante statunitense LP, pubblicato nel 2004.

## Tracce
1. Wasted – 4:13 (Michael Kotch, LP)
2. The Darkside – 2:52 (LP, Linda Perry)
3. All I Have – 4:07 (LP)
4. Get Over Yourself – 4:01 (Anthony Krizan, LP)
5. Suburban Sprawl & Alcohol – 5:04 (LP)
6. Little Death – 3:24 (LP)
7. Change of Scenery – 4:12 (LP, Michael Kotch)
8. Nowhere – 4:56 (Anthony Krizan, LP)
9. Never Was – 3:20 (Anthony Krizan, LP)
10. Heartless – 4:26 (Anthony Krizan, LP)
11. Cadillac Life – 3:27 (LP)

Durata totale: 44:02